# Nikolai Iwanowitsch Kibaltschitsch

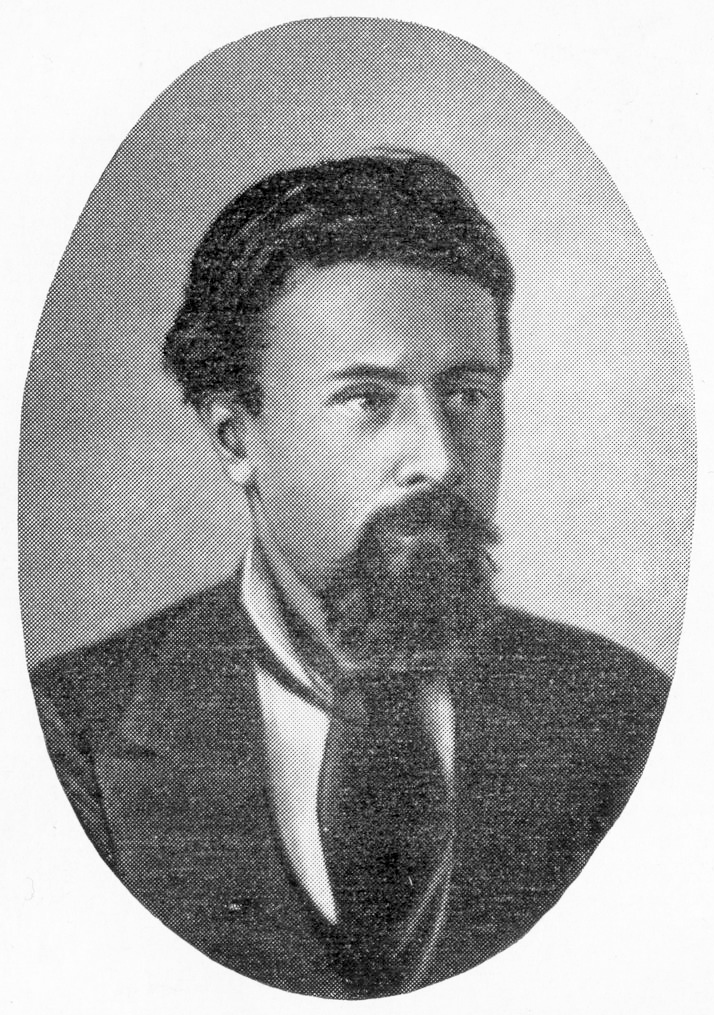
N.I. Kibaltschitsch

Nikolai Iwanowitsch Kibaltschitsch (russisch Николай Иванович Кибальчич; * 19. Oktoberjul. / 31. Oktober 1853greg. in Korop, Gouvernement Tschernigow, Russisches Kaiserreich, jetzt Ukraine; † 3. Apriljul. / 15. April 1881greg. in Sankt Petersburg) war ein russischer Revolutionär, der dem terroristischen Flügel der Narodniki angehörte und einer der Perwomartowzy war, („Die des 1. März“). Er war zudem ein technischer Visionär, der einen futuristischen Raketenantrieb vorschlug.

## Leben
Kibaltschitsch war der Sohn eines orthodoxen Priesters. Nach seinem Schulabschluss 1871 trat er in die Sankt Petersburger Ingenieurschule für das Transportwesen ein. Vor dem Abschluss wechselte er 1873 zur Medizinisch-Chirurgischen Akademie. 1875 wurde er wegen des Besitzes antizaristischer Literatur verhaftet und bis 1878 nach Sibirien verbannt. Nach seiner Rückkehr schloss er sich dem Geheimbund Narodnaja Wolja (Volkswille) an, dessen Ziel die Tötung Zar Alexanders II. war. Die Bombe, die den Zaren am 1. März 1881 in Sankt Petersburg am Gribojedow-Kanal, dem Ort der späteren Auferstehungskirche, tötete, war von Kibaltschitsch gebaut worden. Er wurde am 17. März verhaftet und zum Tode verurteilt.
In den 17 Tagen bis zu seiner Hinrichtung am 3. April soll er ein Memorandum geschrieben haben, in dem er den Antrieb eines Raumfahrzeugs mittels Schwarzpulverexplosionen beschrieb. Er soll die Gefängnisleitung gebeten haben, es dem Innenministerium zur Prüfung zu übersenden in der Hoffnung, einen Aufschub der Exekution zu erreichen. Das Gefängnis sandte es jedoch erst ein Jahr später an das Ministerium, wo es im Archiv verschwand. 1917 wurde es von Nikolai Rynin wiederentdeckt und 1918 in dem Magazin «Былое» (Vergangenheit) veröffentlicht. Diese Zeitschrift publizierte Artikel über die Narodniki-Bewegung, so dass der Artikel über Raumfahrt wenig Beachtung fand.
Die Idee wurde ab 1880 unabhängig von dem deutschen Ingenieur Hermann Ganswindt vorgeschlagen (publiziert 1891). In den 1940er-Jahren schlugen unter anderem Krafft Ehricke und Stanisław Ulam vor, ein Raumschiff durch Atombombenexplosionen anzutreiben, was dann im Orion-Projekt untersucht wurde.
Der Mondkrater Kibal'chich und der Mount Kibal’chich in der Antarktis sind nach ihm benannt.
Kibaltschitsch ist ein Onkel des Revolutionärs Victor Serge.